# ФК Спортклуб (София)
Спортклуб е български футболен отбор, основан през 1912 г. в София под името „Любен Каравелов“. За кратко функционира като секция на „Славия“ (1919 – 20). Той е сред най-силните софийски отбори преди 1944 г. Става шампион на България и носител на Царската купа през 1935 г. През 1944 година става съосновател на новото универсално спортно дружество в III район на столицата и е преименуван на „Септември“ (София).

## История
Софийски „Спортклуб“ е основан на 1 декември 1912 г. в квартал „Три кладенци“ под името „Каравелов“, както това е посочено в неговия Устав. Най-вероятно обаче официалната регистрация на клуба се извършва през 1914 г. От 1919 г. е приет официално като секция към съседите от „Славия“. На 19 септември 1920 г. се отделя от тях и приема името „Спортклуб“ (София) по предложение на Александър Вазов, племенник на писателя Иван Вазов, състезавал се по това време за едноименния берлински футболен клуб. Спортклуб става българска секция на Берлинер Шпортклуб като Александър Вазов е вратар и председател на отбора. Освен него, други двама българи записват мачове за берлинския клуб – нападателят Ил. Антонов и инсайдът Кирил Петрунов – Кики.
Клубните цветове стават виолетово и бяло, откъдето произлиза и тяхното прозвище „моравите“ (виолетовите). Като алтернативен екип са използвани бяло и черно. Емблемата на „Спортклуб“ е представлявала бял кръг с вписана в средата виолетова буква „С“, който е стоял в средата на фланелите. В периода на с.к. „Каравелов“ фланелите на отбора са били червено-жълто хоризонтално райе.
След отделянето и преименуването си „Спортклуб“ постепенно се утвърждава като един от най-силните и солидни софийски отбори, показващ добър и резултатен футбол. Постепенно започва да печели признание както в България, така и в чужбина. Особено паметно е турнето му в Солун, което е оценено изключително позитивно от пресата. Най-големият успех на клуба идва през 1935 г., когато „Спортклуб“ става шампион на България и носител на Царската купа. На финала на Държавното първенство побеждава силния отбор на „Тича“ (Варна) с убедителното 4:0. В този период отбрът е предвождан от унгарския треньор Карой Фогъл, който има съществена заслуга за изграждането на разпознаваемия атакуващ стил на „Спортклуб“.
След спечелването на титлата обаче започват вътрешноклубни борби за председателското място. Вследствие на това през следващия сезон много от титулярите напускат отбора по посока на „Славия“, „Левски“ и други столични клубове. Така значително отслабен съставът на „Спортклуб“ не успява да защити титлата си, а в следващите сезони постепенно изостава от водещите отбори, залагайки основно на юноши. Финансовото му състояние също не се оказва стабилно. В тези трудни времена верен на спортклубистката идея обаче остава Николай Димитров-Пощата, който след състезателната си кариера поема и треньорския пост.
По-късно, в резултат на реорганизациите на първенствата в България, „Спортклуб“ остава извън Националната дивизия. Без реално да е изпадал по спортни критерии клубът остава да се състезава в Софийската първа дивизия. В търсене на финансова стабилност между сезоните 1943 – 1944 г. участва в първенството обединен с общинския отбор „Средец“ (София). „Общинарите“ обаче се опитват да претопят именития клуб, което води до разрив в ръководството и до отделянето на „Спортклуб“ отново като самостоятелен отбор. Общинарите от „Средец“ след 1944 г. дават основата на новосъздаденото ДСО „Червено знаме“.

## Местоположение
„Спортклуб“ (София) е развивал дейност в квартал „Три кладенци“ в София. Районът му е обхващал квартала около Министерството на земеделието, площад „Македония“ и района на гара „Сердика“, както и пространството между булевард „Владайска река“ (сега булевард „Инж. Иван Иванов“), булевард „Вардар“ (сега не съществува в тази си част), улица „Охридско езеро“ и улица „Камен Андреев“ в София.
Ползвал е различни помещения в района за канцелария, като накрая тя се помещава в сградата до клубния стадион на улица „Морава“ 2 (сега улица „Българска морава“) в София, боядисана във виолетово и бяло.
Неговият район на функциониране се е застъпвал с този на „Славия“ около Руски паметник, което е и основна причина „каравеловци“ да потърсят обединение с „белите“ за кратък период. След отделянето си „Спортклуб“ влиза в силно местно съперничество с именитите си съседи.

## Игрище
Игрище „Спортклуб“ се е намирало в квартал „Герена“ в близост до гара „Сердика“ в София (сега квартал „Зона Б-5“). Точното месторазположение на игрището е било между улица „Морава“ 2 (сега улица „Българска морава“) и улица „Д-р Георги Златарев“ (сега улица „Партений Нишавски“), срещу сградата на Пожарната команда. От южната страна на игрище „Спортклуб“ е минавала железопътната линия към гара „Сердика“. Преди това клубът ползва различни терени в района около Министерство на земеделието.
Игрище „Спортклуб“ е открито през 1929 г. на място, което преди строежа му е било мочурище, ползвано предимно за изхвърляне на отпадъци в западната част на София. Изградено е изцяло със средства на клуба и доброволен труд на клубните членове, заобиколено е с ограда и е разполагало със земни насипи за трибуни, с капацитет за около 5000 зрители. На няколкостотин метра източно от този стадион се е намирало старото игрище на „Славия“, на чието място днес е Медицинският институт на МВР.
На стадиона на „Спортклуб“ се провеждат официални срещи от Софийското футболно първенство. След 1944 г. той е използван от наследника на „Спортклуб“ – „Септември“ (София), а в периода на ДСО е дадено от властта за ползване на ДСО „Червено знаме“, по-късно обаче е върнато отново към „Септември“.
На няколко пъти през годините след изграждането му Столична община се опитва да отнеме терена от спортния клуб. Игрището съществува до август 2015 г., като тогава на негово място е изграден многофункционален комплекс на „Спортна София“ в Зона Б-5, с игрища за футбол, тенис, волейбол и хокей, а около него е открит новият парк „Възраждане“.

## Обединения
След 1920 г. към „Спортклуб“ се вливат кварталните отбори „Мусала“ (кв. Баталова воденица, осн. 1927 г.) и „Славейков“ (Чаир махала, осн. 1918 г.). На 21 юни 1942 г. отборът на „Спортклуб“ се обединява с отбора на „Средец“ (София) под името „Общински Спортклуб Средец“ (София). През месец август 1942 г. в отбора на „Спортклуб Средец“ (София) се влива с „Хоменътмен“, който прекратява дейността си.
„Спортклуб“ (София) съществува до 5 ноември 1944 г., когато на обединително събрание, състояло се в салона на дружество „Добродетел“, се обединява с бившата си футболна секция – „Сокол“ (София) и с отбора на „Възраждане“ (София) под името „Септември“ (София).

## Успехи
- Държавно първенство на България: 1935 г. (Шампион)
- Държавна купа на България: 1938 (1 кръг – Предварителна фаза – София)
- Софийско първенство:
- I Софийска дивизия: 1935 (Победител)
- II Софийска дивизия: 1941 (II място)
- Купа „Улпия Сердика“: 1926 (Полуфинал), 1928 (Полуфинал), 1935 (Полуфинал)
- Участие в Софийското футболно първенство:
- I Софийска дивизия: 1922 – 1940 (19 сезона)
- II Софийска дивизия: 1941 – 1944 (4 сезона)

## Известни футболисти
- Борис Раденков
- Александър Белокапов
- Стою Недялков–Доктор Кох
- Стефан Йовев
- Кирил Попов
- Милети Костов
- Георги Пачеджиев–Чугуна
- Коста Танев
- Красимир Константинов
- Никола Димитров–Пощата
- Любомир Петров
- Стефан Ангелов
- Петър Златарев–Джулето